# Heriades sinuatus
Heriades sinuatus är en biart som beskrevs av Maximilian Spinola 1808. Heriades sinuatus ingår i släktet väggbin, och familjen buksamlarbin. Inga underarter finns listade i Catalogue of Life.